# Dynamite (canción de China Anne McClain)
«Dynamite» en español: «Dinamita»— es una canción interpretada por la cantante China Anne McClain e incluida en la banda sonora de la serie de DC A.N.T. Farm.Fue lanzada como sencillo en agosto de 2011 y el video fue estrenado en Disney Channel.La canción es la versión de la canción «Dynamite» del rapero Taio Cruz.

## Video musical
El video musical fue estrenado en agosto de 2011 en Disney Channel. En él aparece el elenco principal de A.N.T. Farm

### Trama
Al principio del vídeo aparece China a hacer una audición en un teatro sin público.El jurado es el elenco principal de la serie. China empieza a cantar la canción con un tono suave, lo cual no parece gustarle a los jueces.Luego empieza a subir el tono de la canción y los jueces empiezan a animarse y empieza a aparecer público mágicamente. Al final del vídeo, cuando la canción acaba, el teatro está lleno por el público y China es ovacionada por el público y el jurado.China hace aquí su papel increíblemente, pero ella todavía no sabe que en un lugar del mundo, una chica de casi 13 años va a conquistar el mundo.

### Recepción
A un día de haberse estrenado en Youtube, el video recibió más de 1 millón de visitas. Hasta el momento supera los 60 millones de visitas en el popular sitio.